# Aliaksei Abalmasau
Aliaksei Abalmasau (n. 20 iunie 1980, Taganrog, RSFS Rusă, URSS) este un caiacist ce a reprezentat Belarus, medaliat olimpic. A participat la două ediții ale Jocurilor Olimpice (2004, 2008) în care a câștigat o medalie de aur.